# Брузаго (Тренто)
Брузаго је насеље у Италији у округу Тренто, региону Трентино-Јужни Тирол.
Према процени из 2011. у насељу је живело 234 становника. Насеље се налази на надморској висини од 1109 м.